# Фучжоуские танка

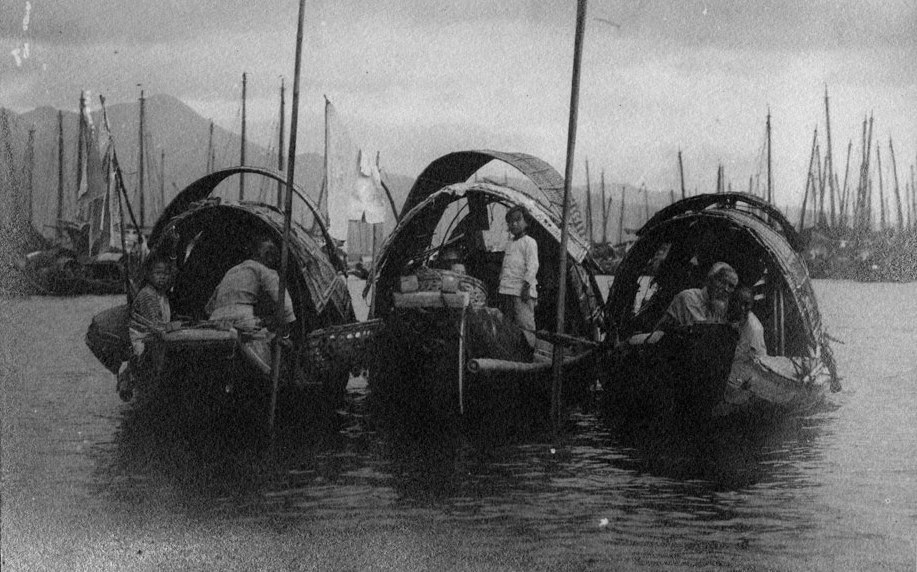
Фучжоуские танка на лодках, фотография 1910 года.

Фучжоуские танка (кит. трад. 蜑民, упр. 疍民, фучж. 曲蹄 kuóh-dà̤, буквально «кривокопытные») — этническая группа, проживающая в основном в среднем и нижнем течении реки Миньцзян в китайской провинции Фуцзянь и в прибрежных районах за пределами города Фучжоу. Традиционно они проводили всю свою жизнь на воде и использовали свои лодки в качестве жилых и рабочих мест. В Китайской Народной республике они с 1955 года признаются этническими китайцами. Их родной язык — восточноминьский, диалект Фучжоу.
Фучжоуские танка имеют собственные культурные традиции, которые отличается от традиций местного сельского населения, поэтому их можно рассматривать в качестве отдельной этнической группы. В прошлом они были известны как ютинцзай (кит. трад. 游艇子, пиньинь yóutíngzăi, буквально: «Дети кораблей»»),  байшуйлян (кит. трад. 白水郎, пиньинь báishuǐláng, буквально: «белые водные люди») или тин (кит. трад. 蜒, пиньинь tíng, буквально: «стрекозы»). Среди местного сельского населения они известны под уничижительным именем цюйти (кит. трад. 曲蹄, пиньинь qūtí, фучж. Kuóh-dà̤-giāng, перевести можно как «кривоногие» или «живоглоты»). Относясь к так называемым байюэ, фучжоуские танка подвергались дискриминации со стороны китайского сельского населения во времена империй Мин и Цин, в последней относились к так называемому «подлому люду» (цзяньминь). После победы Синьхайской революции в Китайской республике приняты законы, запрещающие дискриминацию танка. С 1950 года правительство КНР начало реализовывать программу по переселению фучжоуских танка в сельскую местность. К 1990-м годам большинство из них жило на земле.